# Gonela
En tiempos de la caballería, se llamaba gonela a una túnica o sobreveste de seda u otro tipo de indumentaria sin mangas que llegaba hasta la pantorrilla. El caballero solía llevarla encima de las armas y en ella, se llevaba bordado su propio escudo de armas.
En el siglo XIII, se conoció en el reino de Aragón  con este nombre al equivalente de la saya castellana que en muchas ocasiones aparece mencionada como sinónimo. La saya medieval era una especie de túnica holgada que se plegaba a la cintura con un cinturón y que en el caso de las mujeres solía ser más larga, llegando a cubrir los pies.